# NGC 1332
NGC 1332 je galaksija u zviježđu Eridan.

## Vanjske poveznice
- SEDS: NGC 1332